# Martailly-lès-Brancion
Martailly-lès-Brancion è un comune francese di 121 abitanti situato nel dipartimento della Saona e Loira nella regione della Borgogna-Franca Contea.

## Società

### Evoluzione demografica
Abitanti censiti